# Malaysia Open 1961
Die Malaysia Open 1961 im Badminton fanden vom 17. bis zum 19. Juni 1961 in Kuala Lumpur statt. Es war die 20. Austragung der internationalen Titelkämpfe im Badminton von Malaysia. Im Finale des Herreneinzels besiegte Jim Poole am 19. Juni 1961 seinen Landsmann Bill W. Berry. Cecilia Samuel stand zum 17. Mal in einem Finale bei den Malaysia Open.

## Finalresultate
| Disziplin    | Sieger                      | Finalist                 | Ergebnis     |
| ------------ | --------------------------- | ------------------------ | ------------ |
| Herreneinzel | Jim Poole                   | Bill W. Berry            | 15-11, 18-14 |
| Dameneinzel  | Tan Gaik Bee                | Jean Moey                | 11-5, 12-9   |
| Herrendoppel | Tan Yee Khan Ng Boon Bee    | George Yap Ong Poh Lim   | 18-15, 15-3  |
| Damendoppel  | Tan Gaik Bee Cecilia Samuel | Sylvia Tan Ho Cheng Yoke | 15-0, 15-2   |